# Danzas clásicas de la India
El gobierno de la República de la India utiliza el término "danzas clásicas" para agrupar cierto tipo de estilos escénicos que, según el mismo gobierno, están basados o pueden cumplir con los requisitos del Natia-shastra, un tratado artístico que se atribuye al rishi Bhârata escrito alrededor del año 400 a. C.
En lo que refiere al Natya Shastra, con el que las tendencias sanscritizantes las asocian, la obra se divide en treinta y ocho capítulos, que describen las convenciones del teatro, el drama, la poesía, el canto y la música. Incluye reglas sobre temas tan diversos como los edificios ideales para interpretar estas artes, las reglas de prosodia y dicción, los tipos de personaje, la forma de representar los sentimientos, y los movimientos de cada miembro. Se describen en detalle sesenta y siete mudrâ (posiciones de las manos) y treinta y seis movimientos de ojos.

## Diferencias conceptuales
Una cuestión importante a tener en cuenta es que la concepción de "danza clásica" es de cuño netamente occidental, y —por analogía— alude, en el caso de India a representaciones artísticas que se pretende hacer pasar como de origen milenario: en realidad el término nâtya, traducido en forma simplificada como "danza" tiene un significado más amplio que el que representa la palabra en occidente, ya que involucra canto, música, teatro y otras disciplinas. 

## Los nueve estilos
Actualmente se consideran nueve danzas clásicas, todas surgidas hacia 1920, y son las siguientes:

### Bharatanatyam

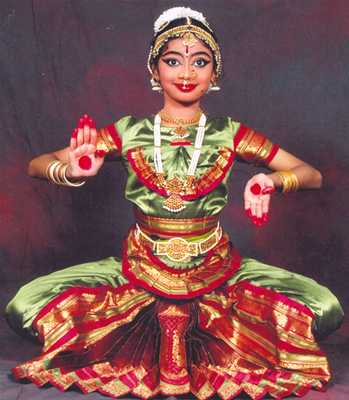
Bailarina de bharatanatyam.

Es una danza solista originaria del sur de la India, que presenta mucha dificultad técnica y -por tanto- debe en general ser estudiada desde temprana edad. 
Incluye por lo general siete partes típicas:
- Ganapati Vandana, obertura dedicada al dios Ganesha, que elimina los obstáculos.
- Alarippu, representación rítmica ("tala"), con series de sílabas cantadas por el intérprete. Consiste en la segunda parte de la introducción, donde se pide la bendición del espectáculo, y los movimientos cada vez más complejos simbolizan el florecimiento del arte mediante la figura de una flor que se va abriendo.
- Jatiswaram, danza abstracta de ritmo marcado por el tambor.
- Shabdam, danza acompañada por un poema o una canción sobre un tema devocional o amoroso. Constituye la primera sección narrativa del espectáculo.
- Varnam, es la pieza central de la obra, y -al mismo tiempo- la más extensa. Muestra movimientos de pies cada vez más complejos y difíciles. Las figuras que se representan mediante manos y cuerpo cuentan una historia, a menudo de amor y de deseo.

- Padam, sección lírica donde el intérprete expresa varias formas de adoración: al ser supremo, el amor maternal, el amor de los amantes separados y luego reunidos.
- Tillana, danza abstracta con importante exhibición de virtuosismo en la técnica de baile.

Luego de esta última sección de danza, el espectáculo termina con el recitado de versos religiosos a manera de bendición final.

### Chhau
Forma tribal de danza marcial de Orissa, surgido originalmente como parte de las festividades solares correspondientes al mes entre marzo y abril.

### Kathak
Danza narrativa del norte del Indostán, con influencias del imperio mogol, caracterizada por giros, rápido trabajo de pies y una fuerte conexión entre danza y música, predominando en su interpretación la tabla.

### Kathakali

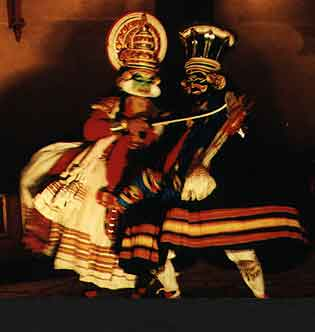
Intérpretes de kathakali.

Originada en Kerala en el siglo XVII, es una forma de drama danzado que incluye formas del Bharatanatyam, mudras y música vocal e instrumental.

### Kuchipudi

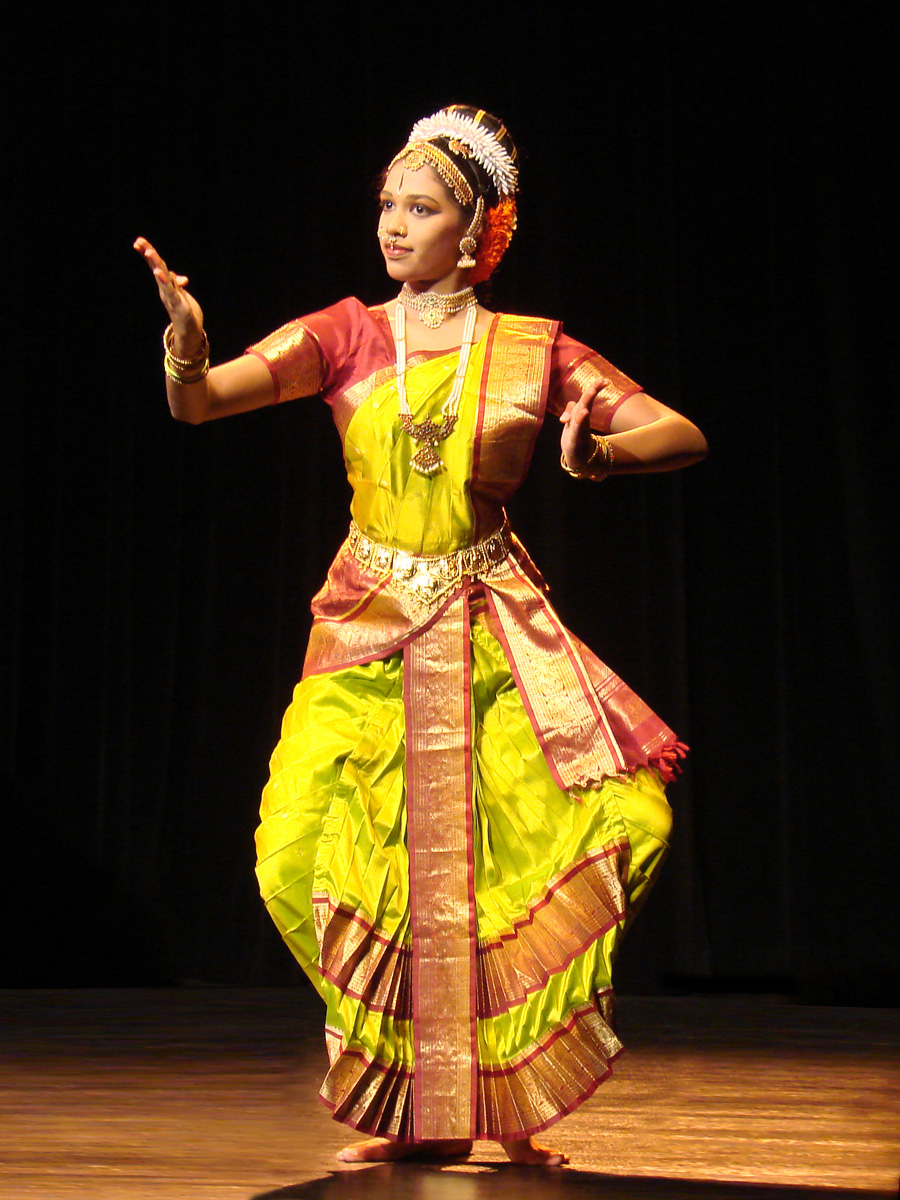
Bailarina de kuchipudi.

Kuchipudi (కుచిపుడి) es una danza grupal tradicionalmente masculina, reservada a los miembros de la casta sacerdotal brahman. En ella incluso los papeles femeninos eran representados por bailarines varones, aunque en épocas modernas también han incursionado en este género las mujeres. Es originaria de la villa homónima, junto al golfo de Bengala, en el estado de Andhra Pradesh.
La interpretación comienza usualmente con algunos ritos y ofrendas, en los que cada artista arriba a escena y se lo presenta mediante un "daru" que describe al personaje y su rol en el drama. 
Luego de esta introducción, la danza se acompaña con música carnática. El cantante es acompañado por mridangam, violín, flauta y tambura.
Los ornamentos que usan los artistas se construyen habitualmente de una madera blanda llamada boorugu.
Ya iniciado el siglo XX, el estudio y la interpretación del patrimonio folclórico llevó a incorporar al estudio de estas formas de expresión otras variantes más recientes, en particular originadas en el norte del país. Por este motivo es frecuente hablar de nueve formas de danza clásica, sumando a las cuatro ya mencionadas las siguientes:

### Manipuri

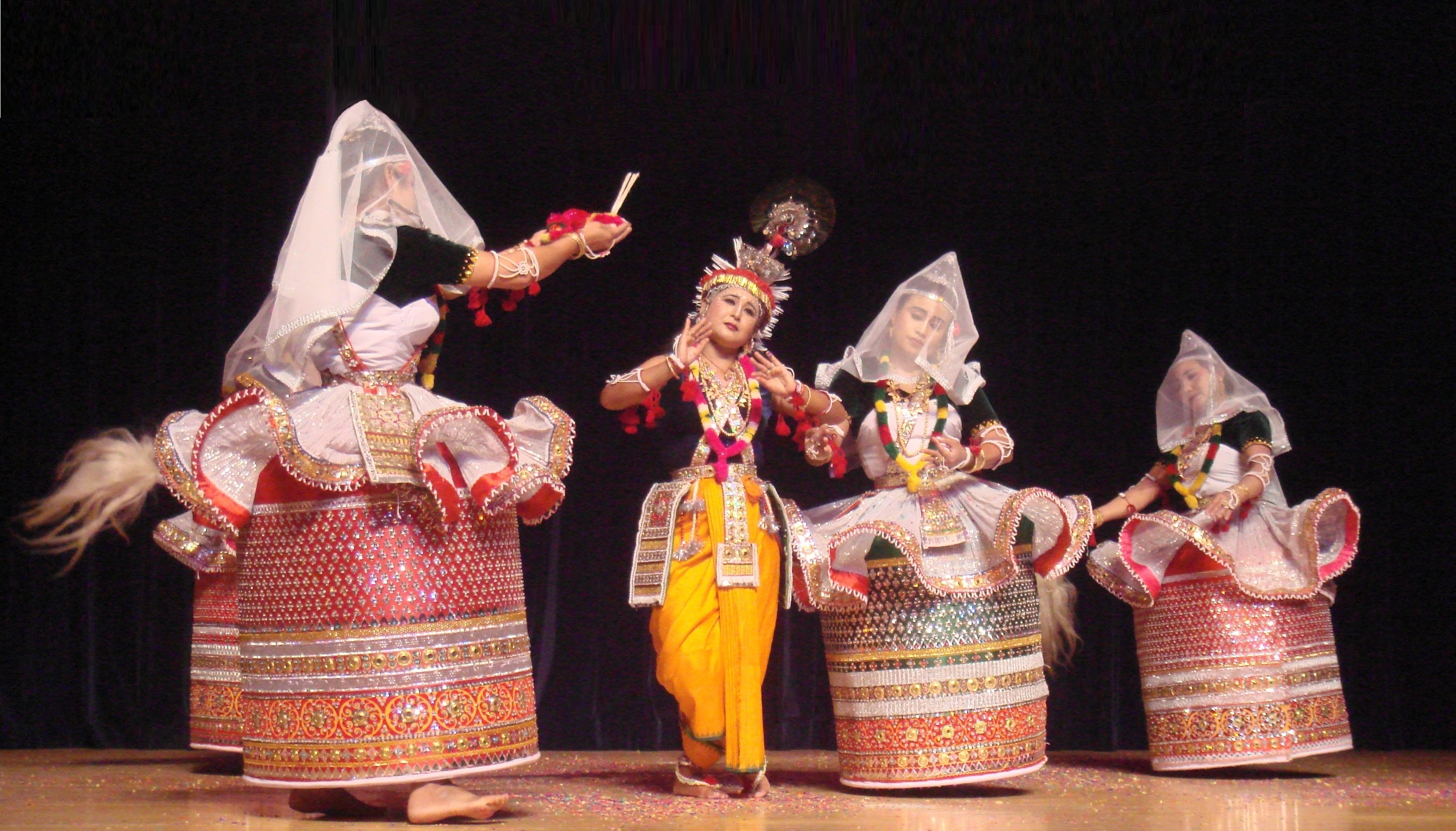
Intérpretes de manipuri.

Procedente del estado de Manipur, fronterizo con Birmania, es una representación devocional dedicada a Krishna y Radha, plena de movimientos gráciles y delicados.

### Mohiniyattam

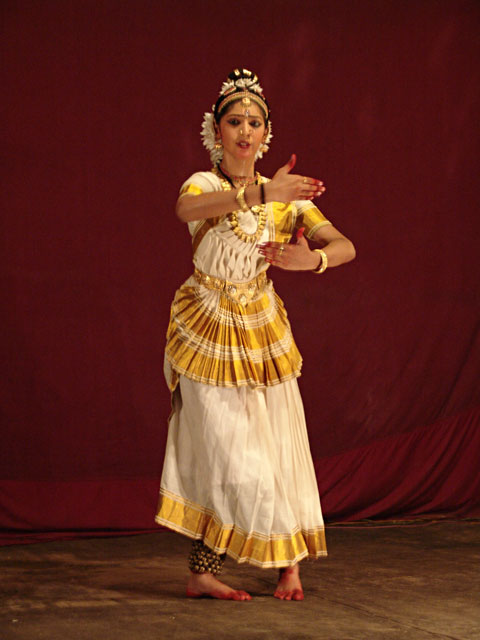
Bailarina de mohiniyattam.

Mohiniyaattam (sánscrito: मोहिनी आटम्) es la danza tradicional de Kerala. Consiste en una danza muy graciosa, protagonizada únicamente por mujeres. 
El término deriva de "Mohini" que significa "mujer que encanta a quienes la miran", y "aattam"; "movimientos gráciles y sensuales". Así el concepto significa "Danza de la encantadora".
La danza incluye ágiles saltos y movimientos suaves con el torso erecto. Se dice que es una representación del canto de las palmeras y el fluir de los ríos, ambos abundantes en Kerala. La coreografía sigue los textos del Hastha Lakshanadeepika, que incluye elaborados mudras. Existen unos cuarenta movimientos básicos, conocidos como "atavukal".
La vestimenta de la bailarina es un sarí blanco con brillantes brocados dorados. Dado su carácter, tradicionalmente solo las mujeres bellas podían interpretar esta danza. 
La música vocal del mohiniattam incluye variaciones en la estructura rítmica denominadas chollu. La letra está en Manipravala, una combinación de sánscrito y malayalam.

### Odissi

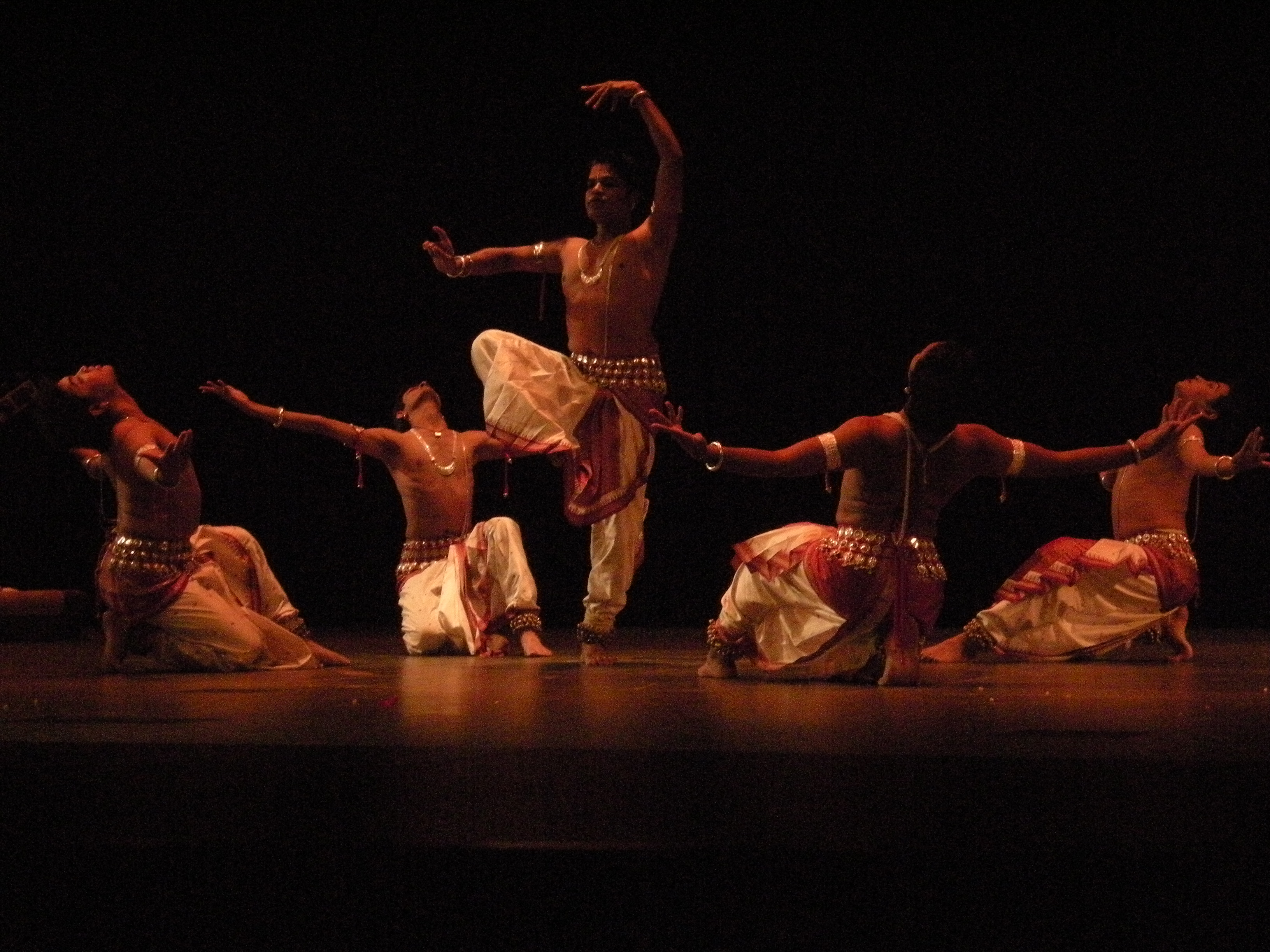
Bailarines de odissi.

Odissi es otra danza clásica descripta en el "Nâtya-shâstra"; con más de 2.000 años de tradición, que reconoce orígenes en Orissa, dentro del esquema de culto a Jagannātha.
Esta danza es heredera de los bailes de los devadâsî del templo de Puri, y al estar prohibida durante la ocupación inglesa, buena parte de la tradición se perdió, aunque los coreógrafos la han paulatinamente recuperado gracias a manuscritos históricos e imágenes de los templos.
En la técnica de esta danza el cuerpo del intérprete se subdivide en tres partes: la cabeza, el busto y las extremidades. Los movimientos y las expresiones están dirigidos a describir y representar fuertes emociones. 
Un programa tradicional de odissi se compone de cinco piezas: mangalacharan (pieza de invocación ofrecida a la divinidad para abrir los caminos y agradecer por la protección durante toda la función. Se hace una reverencia a dios, al guru y a la audiencia), batu (pieza de técnica pura), pallavi (danza que combina danza pura con aspectos técnicos del estilo enfatizados en el aspecto rítmico), abhinaya (danza de interpretación) y moksha (danza en la que el bailarín alcanza la liberación de su alma al fundirse con el placer estético).

### Sattriya
Es una danza ceremonial originada en Assam en el siglo XV, con temas por lo general mitológicos.
|                       |
| Bailarina de sattriya |

|                      |
| Bailarín de sattriya |